# Autoroute AP-71 (Espagne)
L’AP-71 est une autoroute espagnole située dans la communauté autonome de Castille-et-León de 37 km.
Elle relie León au nord-ouest de l'Espagne à Astorga pour se connecter à l'A-6.
Cette autoroute permet de connecter León à la Galice par une voie rapide de grande capacité grâce à l'embranchement avec l'A-6 au niveau d'Astorga. Ce qui facilite l'accès entre la Castille et la Cantabrie ainsi que les Asturies par l'AP-66.
Grâce à ces autoroutes León est un vrai carrefour de communication qui permet les échanges entre les différentes province et communauté autonome.
En plus de compléter le réseau routier, cette autoroute sert spécifiquement de lien entre León et Astorga puis vers Ponferrada ainsi que Ourense et Vigo lorsque l'A-76 sera construite pour participer à l'aménagement du territoire de la Province de León.
Enfin l'AP-71 fait partie des différentes autoroutes suivant les étapes du Pèlerinage de Saint-Jacques-de-Compostelle.
Elle concédée et gérée par la société Aulesa

## Tracé
- L'AP-71 débute au sud de León à l'intersection entre l'A-66 (Séville - Gijón) et la LE-30 (Rocade sud de Léon) et elle suit le tracé de la route nationale N-120 vers l'ouest jusqu'à ce qu'elle se connecte à l'A-6 à hauteur d'Astorga.

## Sorties
| Sorties | Villes                                       |                  |
| ------- | -------------------------------------------- | ---------------- |
|         | Salamanque - Séville Gijón - Oviedo León Sud | A-66 AP-66 LE-30 |
| 01      | Villadangos del Páramo                       | N-120            |
| 02      | La Bañeza                                    | LE-420           |
|         | Péage de Veguelina de Orgibo                 |                  |
| 03      | Astorga Est                                  | N-120            |
| 04      | Astorga Centre - Celada                      | N-VI             |
|         | Madrid La Corogne - Lugo                     | A-6              |